# Alhandra (Vila Franca de Xira)
Pour les articles homonymes, voir Alhandra.
Alhandra est une ancienne freguesia (paroisse civile) portugaise du concelho de Vila Franca de Xira, d'une surface de 1,65 km² et comprenant 7 205 habitants (2001). La densité de sa population est de 4 364,0 hab/km2. En 2013, Alhandra a fusionné avec d'autres freguesias pour constituer celle de Alhandra, São João dos Montes e Calhandriz.
Elle est limitée nord-est par la freguesia de Vila Franca de Xira, au nord-est et à l'ouest par São João dos Montes, au sud-ouest par Sobralinho et à l'est avec le Tage. Il a comme patron saint Jean-Baptiste.
La vila de Alhandra fut le siège d'une municipalité supprimée en 1855. La municipalité était constituée par les freguesias de Alhandra, Calhandriz et João dos Montes. Elle avait en 1801, 3 496 habitants et, en 1849, 3 182 habitants.
Actuellement, elle dispute avec la freguesia voisine de Vila Franca de Xira la possession des îles de l'embouchure du Tage de Alhandra e do Lombo do Tejo.

## Patrimoine
- Musée  Dr. Sousa Martins
- Place Soeiro Pereira Gomes
- Tribune de musicien de Alhandra
- Église principale de Alhandra
- Théâtre Salvador Marques (1905)

## Personnalités
- Afonso de Albuquerque (1462-1515), « le lion des mers », gouverneur de l'Inde.
- José Tomás de Sousa Martins (1843-1897), médecin qui habita à Alhandra.
- Sœur Pereira Gomes (1909-1949), née à Porto, qui s'établit à Alhandra après être revenue d'Afrique.